# Johnny Gill
Johnny Gill Jr., född 22 maj 1966 i Washington, D.C., är en amerikansk singer-songwriter och skådespelare. Han är den sjätte och sista medlemmen att gå med i R&B/popgruppen New Edition och har tidigare även varit medlem i en annan grupp vid namn LSG tillsammans med Gerald Levert och Keith Sweat. Han har även hunnit släppa åtta soloalbum, tre album tillsammans med New Edition, två album tillsammans med LSG och ett samarbetsalbum tillsammans med Stacy Lattisaw.